# Le Hommet
Le Hommet est une ancienne commune de la Manche.

## Histoire
Elle fusionne en 1831 avec Saint-Pierre-d'Arthenay pour former la commune du Hommet-d'Arthenay.

## Démographie
| 1793 | 1800 | 1806 | 1821 | 1831 |
| ---- | ---- | ---- | ---- | ---- |
| 53   | 59   | 58   | 59   | 42   |

## Administration

### Circonscriptions administratives avant la Révolution
- Généralité : Caen
- Élection : Carentan et Saint-Lô en 1612/1636, Carentan en 1677, Saint-Lô en 1713
- Sergenterie : Le Hommet

## Religion

### Circonscriptions ecclésiastiques avant la Révolution
- Diocèse : Coutances.
- Archidiaconé : Val de Vire.
- Doyenné : Le Hommet.